# Burg Coppenbrügge
Die Burg Coppenbrügge, auch Schloss Coppenbrügge genannt, ist die gut erhaltene Ruine einer Wasserburg in der Gemeinde Coppenbrügge im Landkreis Hameln-Pyrmont in Niedersachsen.

## Geschichte
Nach dem Verlust ihres Stammsitzes Burg Spiegelberg erwarben die Grafen von Spiegelberg 1281 vom Kanonissenstift in Wunstorf Land in Coppenbrügge. Zusammen mit weiterem Grunderwerb vom Kloster Loccum bildeten diese den Kern des neuen Territoriums der Grafschaft Spiegelberg rund um den Ort und die neu errichtete Wasserburg Coppenbrügge. Die Burg diente auch zur Kontrolle der alten Heer- und Handelsstraße von Aachen nach Königsberg, die nahe der Burg über einen Knüppeldamm durch ein Sumpfgebiet führte. 1303 wurde die Burg erstmals urkundlich erwähnt. Aus dieser Zeit stammen wohl noch das Burgtor mit seinen zwei flankierenden Rundtürmen, die Fundamente des sog. Brauhauses im Westen des Burghofes sowie der umgebende Wassergraben. Nachdem die Burg während der „Spiegelberger Fehde“ 1434 – die Grafen wurden als Raubritter gebrandmarkt – stark beschädigt worden war, erbten 1494 die inzwischen verarmten Spiegelberger die Grafschaft Pyrmont und bauten die Burg im Stil der Frührenaissance wieder auf. Neuer Sitz der Spiegelberger Grafen wurde das Schloss Pyrmont, auf der Burg Coppenbrügge verblieb ein Verwalter. 1512 wurde die Burg durch Anschüttung eines Walles zur Festung umgestaltet.

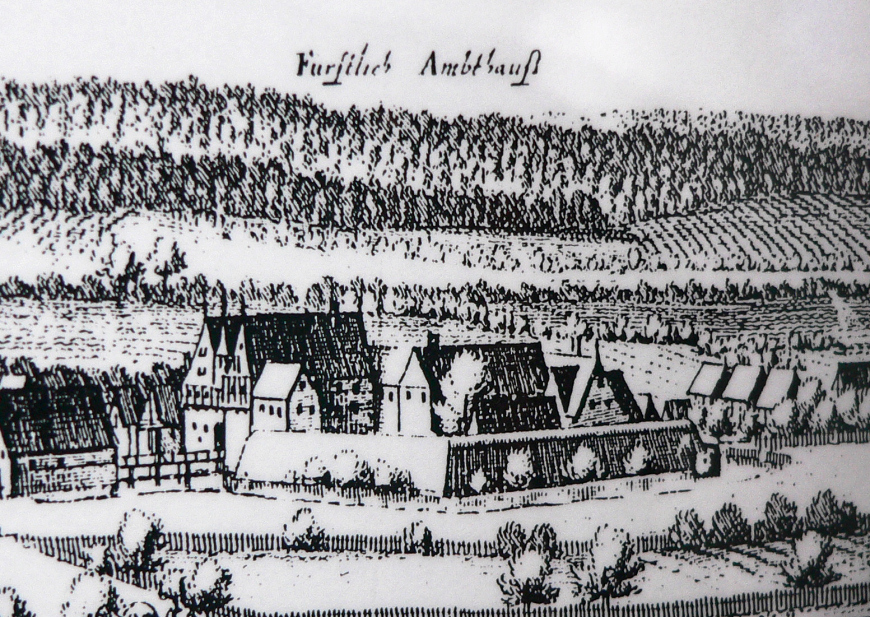
Merian-Stich von Burg Coppenbrügge um 1650

Nach dem Tode des letzten Grafen von Spiegelberg 1557 kam die Burg an dessen Schwager Hermann Simon zur Lippe, den Ehemann von Ursula von Spiegelberg und jüngeren Bruder von Bernhard VIII. zur Lippe. Nach dem Tod von Hermann Simons Sohn Philipp gelangte die Burg 1585 an den Grafen von Gleichen-Thonna. Ab 1633 war die Burg im nassauischem Besitz und war bereits 1697 baufällig. Zu dieser Zeit war sie Treffpunkt von Zar Peter dem Großen auf seiner Reise mit „Großer Gesandtschaft“ von Moskau nach Amsterdam mit der Kurfürstin Sophie von Hannover und ihrer Tochter Sophie Charlotte von Brandenburg.
Vor 1745 wurde von dem Haus Nassau-Oranien der barocke Schlossneubau auf dem Nordwall errichtet. Um 1800 dürfte das früher das Gericht beherbergende Fachwerkgebäude auf der Südseite des Burghofs errichtet worden sein. Nach dem Verkauf 1822 an das Königreich Hannover wurde das Schloss abgerissen, und um 1870 folgten die Wirtschaftsgebäude bis auf ein Fachwerkhaus (Kanzleigebäude) an der Rückseite des Burghofes. 1945 wurde die Ruine kurzzeitig als Steinbruch genutzt. Danach war das ehemalige Kanzleigebäude Sitz des Coppenbrügger Amtsgerichts und wird heute als Museum genutzt.

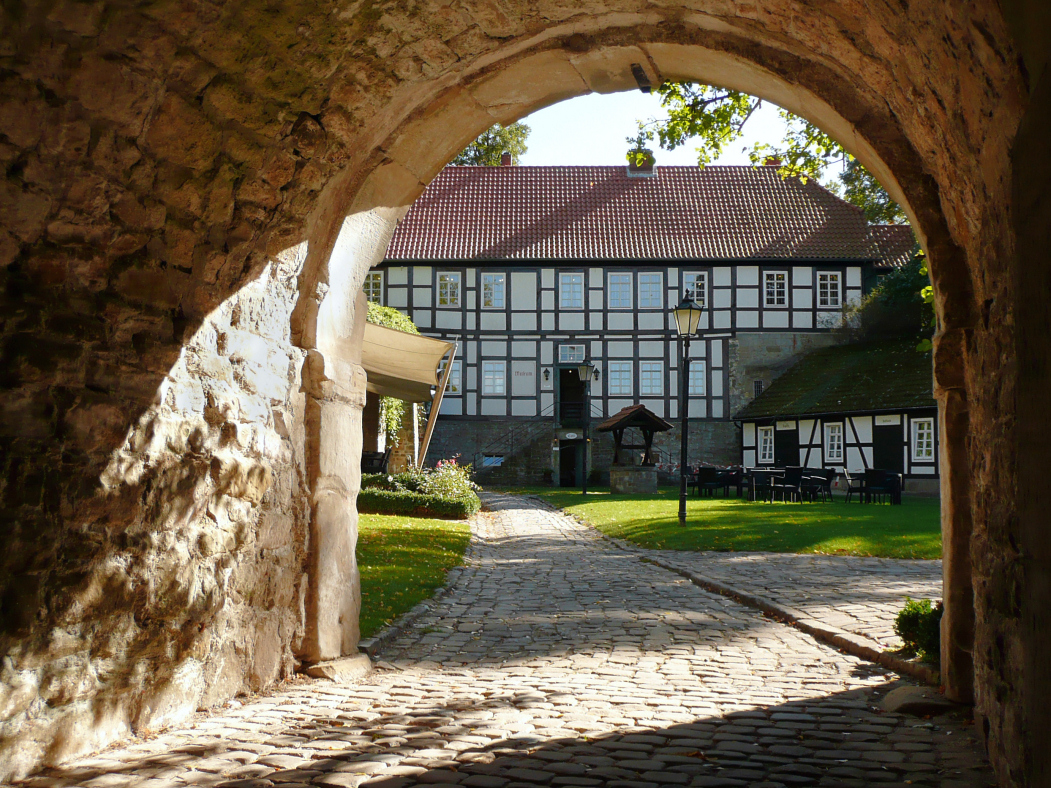
Zugang zur Burg
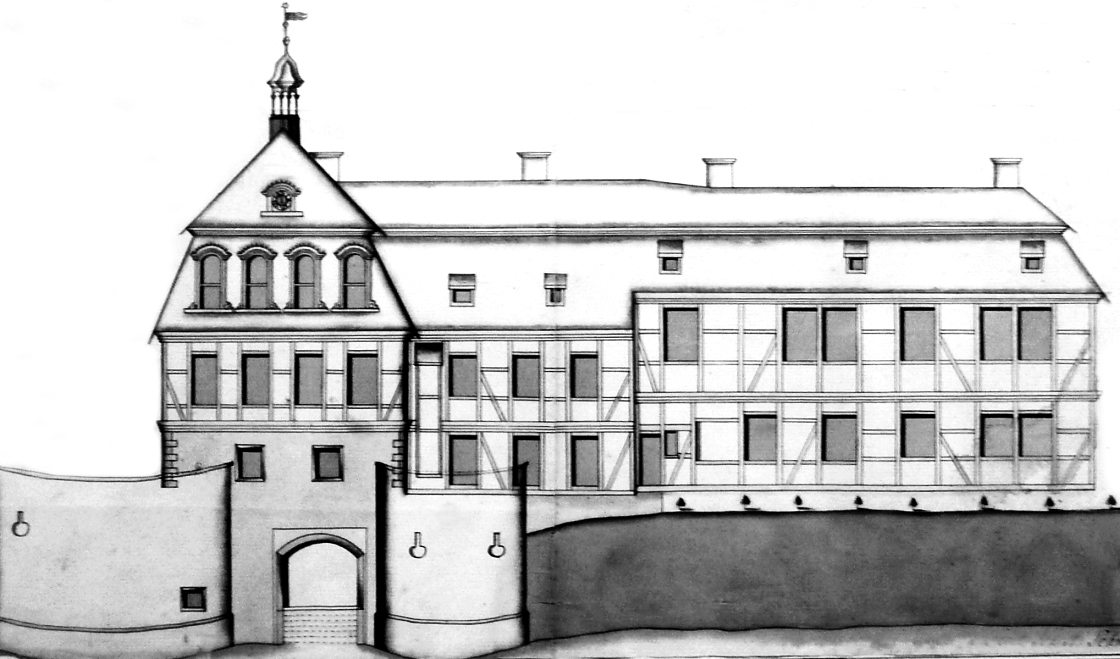
Schlossgebäude um 1700
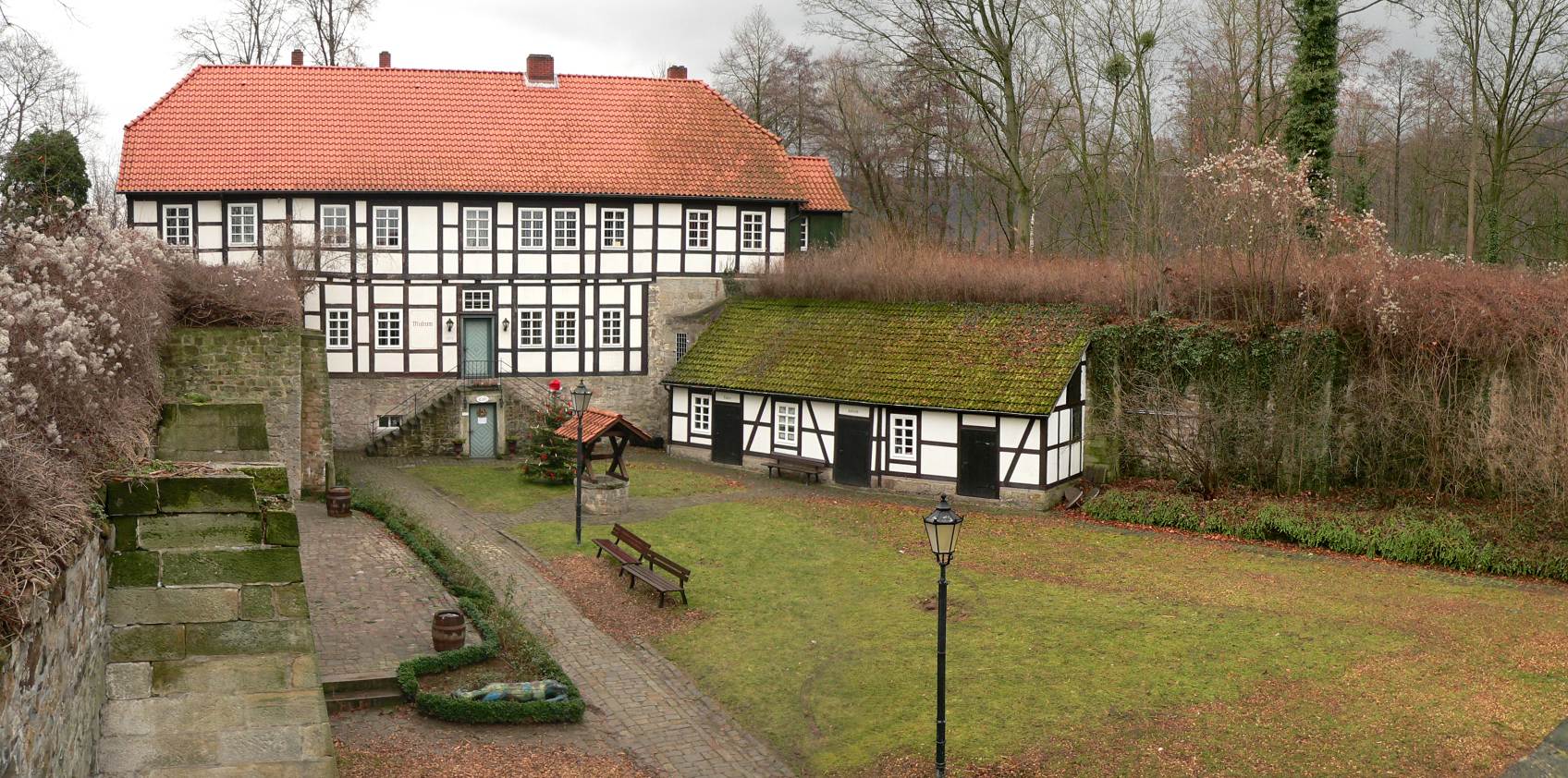
Innenhof mit Schlossgebäude, heute Museum
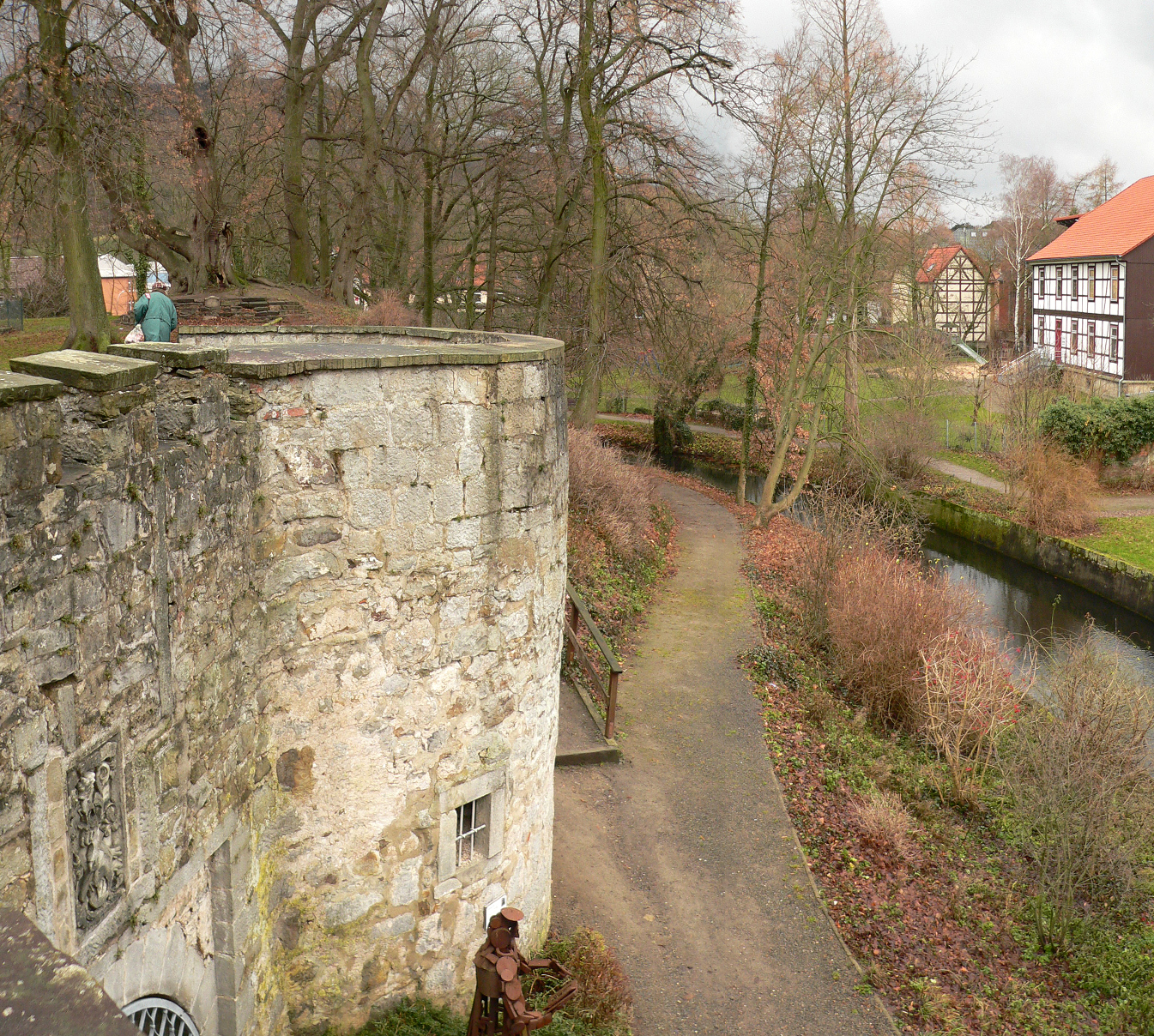
Blick vom Turm auf den Wassergraben
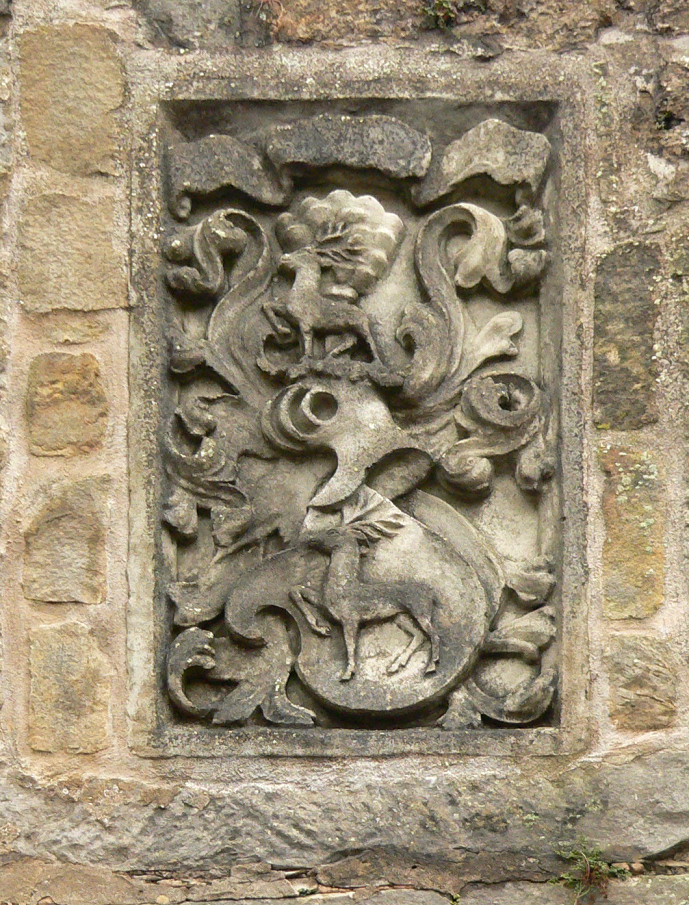
Wappen der Grafen von Spiegelberg von 1507 an der Burg

## Beschreibung
Die Burganlage wird von einem max. 40 m breiten Wassergraben umfasst, der im Osten zugeschüttet ist. Der Innenhof ist umgeben von einem bis zu 20 m breiten und 6 m hohen Wall mit Futtermauern, auf dem heute im 18. Jahrhundert gepflanzte Bäume stehen. Im Süden steht das ehemalige Gerichtsgebäude aus Fachwerk, an das sich ein einstöckiges Nebengebäude anschließt. Im Norden, Osten und Westen des Burghofs sind noch Fundamente der mittelalterlichen Gebäude sichtbar. Das ca. 1870 abgebrochene „Alte Schloss“ stammte aus der ersten Hälfte des 18. Jahrhunderts und bestand aus einer Dreiflügelanlage, von der der Hauptflügel aus einem massiven Erdgeschoss mit Fachwerkoberbau bestand, während die Seitenflügel nur aus Fachwerk errichtet worden waren.
Das Torgebäude wird von zwei Rundtürmen flankiert, von denen der nordöstliche gleichzeitig als Eckbastion mit deutlich größerem Durchmesser dient. Die Türme sind rondellartig ausgebaut und mit Geschützplattformen versehen gewesen. Die Strebepfeiler an den Bauten sind Zutaten des 19. Jhs.

## Peterlinde
Eine Besonderheit der Anlage ist ein auf dem Burgwall stehender und als „Peterlinde“ benannter, sehr alter Lindenbaum. Der Name erinnert an das Treffen des russischen Zaren Peter I. 1697 mit der Kurfürstin und ihren politisch bedeutsamen Kindern, das so freundlich war, mit einer abendlichen Feier gekrönt, dass die Geschichtsschreiber von einem „Damenfrieden von Coppenbrügge“ sprechen. Das Treffen auf Coppenbrügge soll eine Wende in der Entwicklung Europas eingeleitet haben, einen Krieg zwischen Österreich und Brandenburg-Preußen verhindert haben.
Das Alter der als Naturdenkmal ausgewiesenen und in die Liste markanter und alter Baumexemplare eingetragenen Sommerlinde wird auf 500–700 Jahre geschätzt. Eine Abbildung des Baums findet sich schon in der Topographia Germaniae des Kupferstechers Matthäus Merian auf einem Stich Coppenbrügges von 1654. Nach einer Beschreibung von 1718 war die Linde als dreistöckige, begehbare Baumlaube gezogen worden, die man vom ersten Stock des Schlosses aus direkt betreten konnte. Heute präsentiert sich der Baumveteran in einem weit ausladenden, durch mächtige Starkäste strukturierten, bizarren Wuchs. Die Queräste der früheren Laubenetagen sind inzwischen größtenteils ausgebrochen. Der Stamm hat einen im Jahr 2017 gemessenen Umfang von 6,64 m.

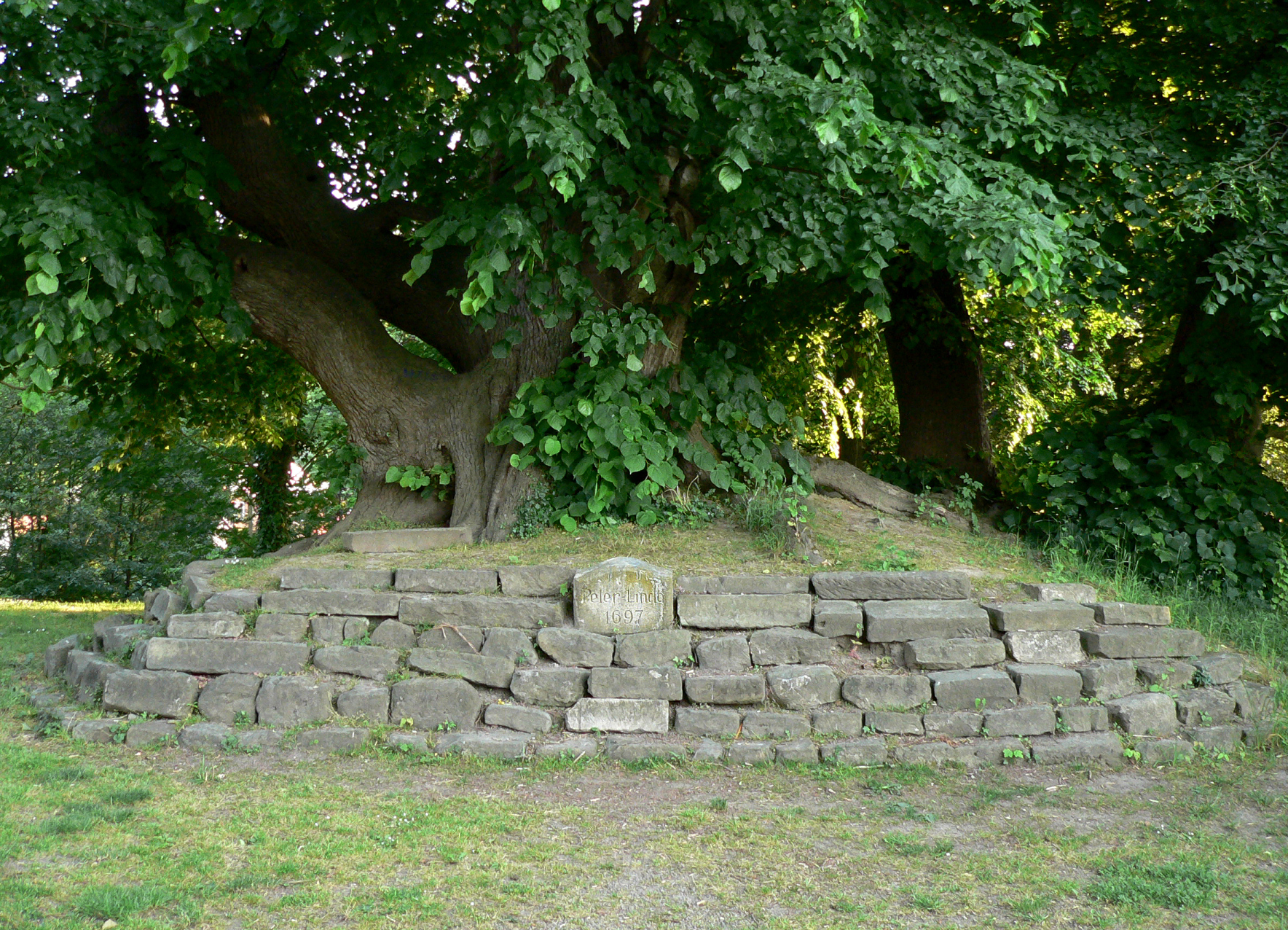
Peterlinde, Stamm
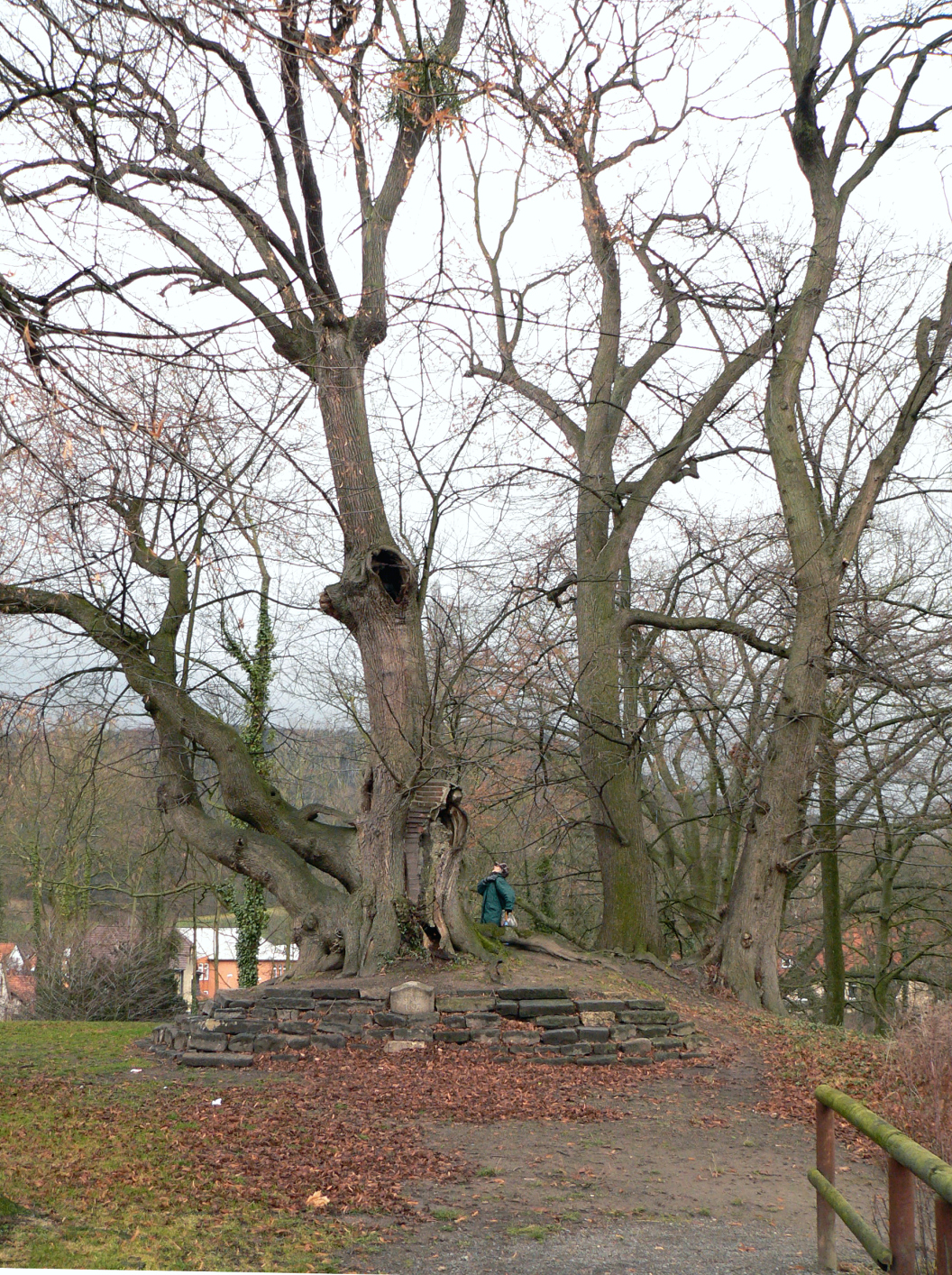
Peterlinde, Winter
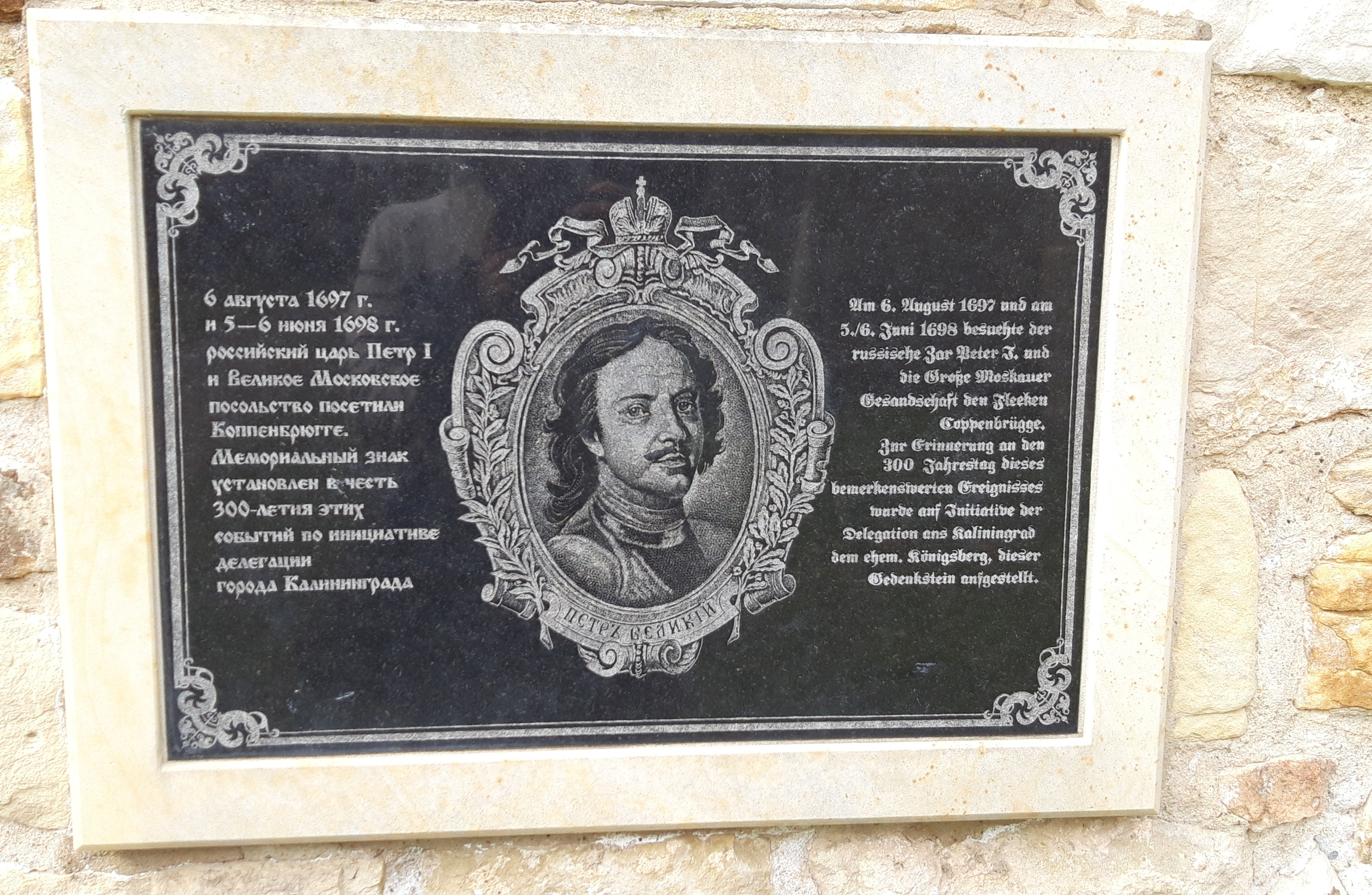
Erinnerungstafel zum Besuch des russischen Zaren Peter I. von 1697